# Боббі Котік
Ро́берт А. «Бо́ббі» Ко́тік (англ. Robert A. «Bobby» Kotick) — американський бізнесмен, мультимільярдер, головний виконавчий директор компанії Activision Blizzard та член ради директорів The Coca-Cola Company. Головний виконавчий директор, який найдовше перебуває на посаді з-поміж будь-яких технічних компаній — уже понад 20 років.

## Біографія
Роберт А. Котік народився в 1963 році в США і виріс у Нью-Йорку. Його батько, Чарльз Котік, був бізнесменом і юристом. Інтерес до бізнесу виник у нього ще в ранньому дитинстві. У молодшій школі Котік мав власні візитні картки, а в середній школі орендував клуби на Мангеттені у вихідні дні. На початку 1980-х років він вивчав історію мистецтв і літератури в Мічиганському університеті. Бувши студентом, Котік створював ігри для Apple II для таких компаній, як EA, починаючи з 1983 року. Разом з другом Говардом Марксом він заснував компанію Arktronics. Стів Джобс, дізнавшись про діяльність Arktronics, зустрівся з Котіком і Марксом в Анн-Арборі і порадив їм покинути навчання, щоб зосередитися на розробці програмного забезпечення. Котік скористався порадою і покинув Мічиганський університет, щоб зосередити весь свій час на бізнесі.
У 1987 році Котік спробував придбати Commodore International. Він планував перетворити її ПК Amiga 500 на першу 16-розрядну відеоігрову консоль, але йому не вдалося переконати тодішнього голову Commodore Ірвінга Гулда продати компанію. Згодом він придбав контрольний пакет акцій Leisure Concepts, ліцензійного агента Nintendo, яку перейменували на 4Kids Entertainment.
Котік і його бізнес-партнер Браян Келлі купили в грудні 1990 року 25 % акцій майже збанкрутілої компанії Activision, тоді відомої як Mediagenic. Він повернув їй колишню назву Activision, провів повну реструктуризацію компанії та переорієнтував її на відеоігри. Котік став генеральним директором Activision у лютому 1991 року. З 1997 по 2003 рік Activision придбала дев'ять студій розробників відеоігор і випустила свою першу хітову гру в 1995 році — MechWarrior 2: 31st Century Combat. Після смерті батька в 2005 році Роберт був зобов'язаний виплатити його борги.
У листопаді 2006 року Котік почав обговорення злиття з ігровим підрозділом Vivendi, французького розважального конгломерату, до якого входили Blizzard Entertainment і Sierra Entertainment. Котік розробив злиття, що призвело до створення нової компанії Activision Blizzard. Акціонери Activision Blizzard затвердили Котика як генерального директора об'єднаної компанії 9 липня 2008 року. У липні 2009 року Котік пригрозив припинити створення ігор для платформи PlayStation 3, якщо її виробник, Sony, не знизить ціну на консоль. З 2012 — член ради директорів Coca-Cola Company.
У жовтні 2016 року Котік оголосив про створення професійної ліги кіберспорту Overwatch League від Activision Blizzard. Раніше того ж року Activision придбала такі компанії, як King і Major League Gaming. У червні 2017 року Fortune повідомила, що Котік став «головою з найдовшим стажем роботи в будь-якій публічній технологічній компанії». Під його керівництвом компанія схвалила розробку фільмів на основі своїх відеоігор і розробила нові кіберспортивні проєкти.
Activision Blizzard і конкретно Боббі Котік опинилися в центрі скандалу в другій половині 2021 року, коли викрилося, що в компанії систематично, впродовж багатьох років, відбувалося сексуальне насильство та ґендерний розрив у заробітній платі. Про що головний виконавчий директор був проінформований, але виявив злочинну бездіяльність, що призвело до самогубства співробітниці. Багато працівників висловилися за відставку Котіка. Сам він знизив свою зарплату до «мінімальної зарплати» в 62500 доларів, поки не будуть досягнуті «трансформаційні цілі».
Після того, як Microsoft у січні 2022 року уклала угоду з Activision Blizzard про її придбання, було оголошено, що Котік покине посаду головного виконавчого директора.

## Діяльність
Роберт Котік є ГВД компанії Activision Blizzard, що виступає розробником та видавцем багатьох відомих ігрових франшиз, таких як: Call of Duty, World of Warcraft, Candy Crush, StarCraft, Farm Heroes, Skylanders та ін.
Роберт Котік також є членом ради Центру ранньої освіти, Гарвардської школи «Westlake» в Лос-Анджелесі та Музею мистецтв округу. Ще він є засновником та співголовою некомерційної організації Call of Duty Endowment, яка допомагає безробітнім ветеранам розпочати кар'єру, після того як вони закінчили військову службу. У 2015 році, за результатами Adweek, Боббі Котік посів номер 27 у номінації 100 найкращих лідерів у списку ЗМІ. Його чисті активи оцінюються в $7-8 млрд.

## Особисте життя
Роберт Котік родом з Лонг-Айленду, Нью-Йорк. Він розлучився з дружиною Ніною в 2012, потім зустрічався з овдовілою виконавчою директоркою Facebook Шеріл Сандберг з 2016 по 2019. Має сестру Дебору Енн Грубер і трьох дочок: Одрі, Грейс та Емілі. За віросповіданням юдаїст.

## Критика
Бізнес-стратегія Котіка критикувалася численними організаціями через гонитву за прибутками, в якій Activision Blizzard недоплачує працівникам і закриває очі на грубі порушення професійної етики. Співробітниками Activision Blizzard і такими виданнями, як «The Washington Post», зазначається, що знаючи про багато випадків сексуальних домагань, сексуальних нападів та ґендерної дискримінації в компанії, Котік не визнавав їхній систематичний характер.
Дружина Робертового батька, Чарльза Котіка, — Міс Україна 1996 Наталія Швачко, судилася з Робертом з приводу того, що він перешкоджає її законному успадкуванню чоловікової квартири.